# ۱۰۵۲ (میلادی)

## رویدادها
- ۲ ژوئن: زمین‌لرزه بیهق. زمین لرزه ویرانگری در منطقه بیهق و به ویژه در پیرامون مرکز آن منطقه، سبزوار کنونی، روی داد. لرزه اصلی در اول صفر ۴۴۴ و پسلرزه‌های آن که به مدت بیش از یک ماه دنباله داشت شهرو باروی آن را به ویرانه‌ای بدل ساخت. زمین لرزه به گونه‌ای گسترده حس شد و از سالی که این لرزه روی داد، یک سده پس از آن هنوز به عنوان سال زمین لرزه یاد می‌شد. کسان بسیاری کشته شدند و باروی شهر به مدت بیست سال به صورت ویران باقی ماند.

- زمین‌لرزه خوزستان. در سال ۴۴۴ ق زمین لرزه ویرانگری ارجان و منطقه پیرامون اهواز را لرزاند و باعث فرو ریختن باروها و فرو افتاند کنگره‌های دژها شد. در ایذه (مال امیر) و به ویژه منطقه پیرامون بهبهان روستاهای بسیاری ویران شد.

## زادگان
- ۲۳ مه - فیلیپ یکم، پادشاه فرانسه